# Karitiâna
Karitiâna (Caritiana, Caratiana; sami sebe nazivaju Yjxa), pleme američkih Indijanaca porodice Arikém nastanjeno u zapadnobrazilskoj dražvi Rondôniji na području rezervata Karitiana, oko 90 kilometara od grada Porto Velho. Žive od lova, ribolova i poljodjelstva, a poznati su i po umjetničkim rukotvorinama. 
Populacija im (1995, SIL) iznosi oko 150, ali je u neprekidnom porastu, (320, 2005, prema  'Instituto Socioambiental' ). Bilingualni su u portugalskom. Na području rezervata nalaze se dva naselja Pirapetinga i São Sebastião.

## Vanjske poveznice
- As Orações Karitiana  Arhivirana inačica izvorne stranice od 20. rujna 2008. (Wayback Machine)
- Karitiana  Arhivirana inačica izvorne stranice od 27. ožujka 2008. (Wayback Machine)